# Duobao-Pagode des Guangde-Tempels

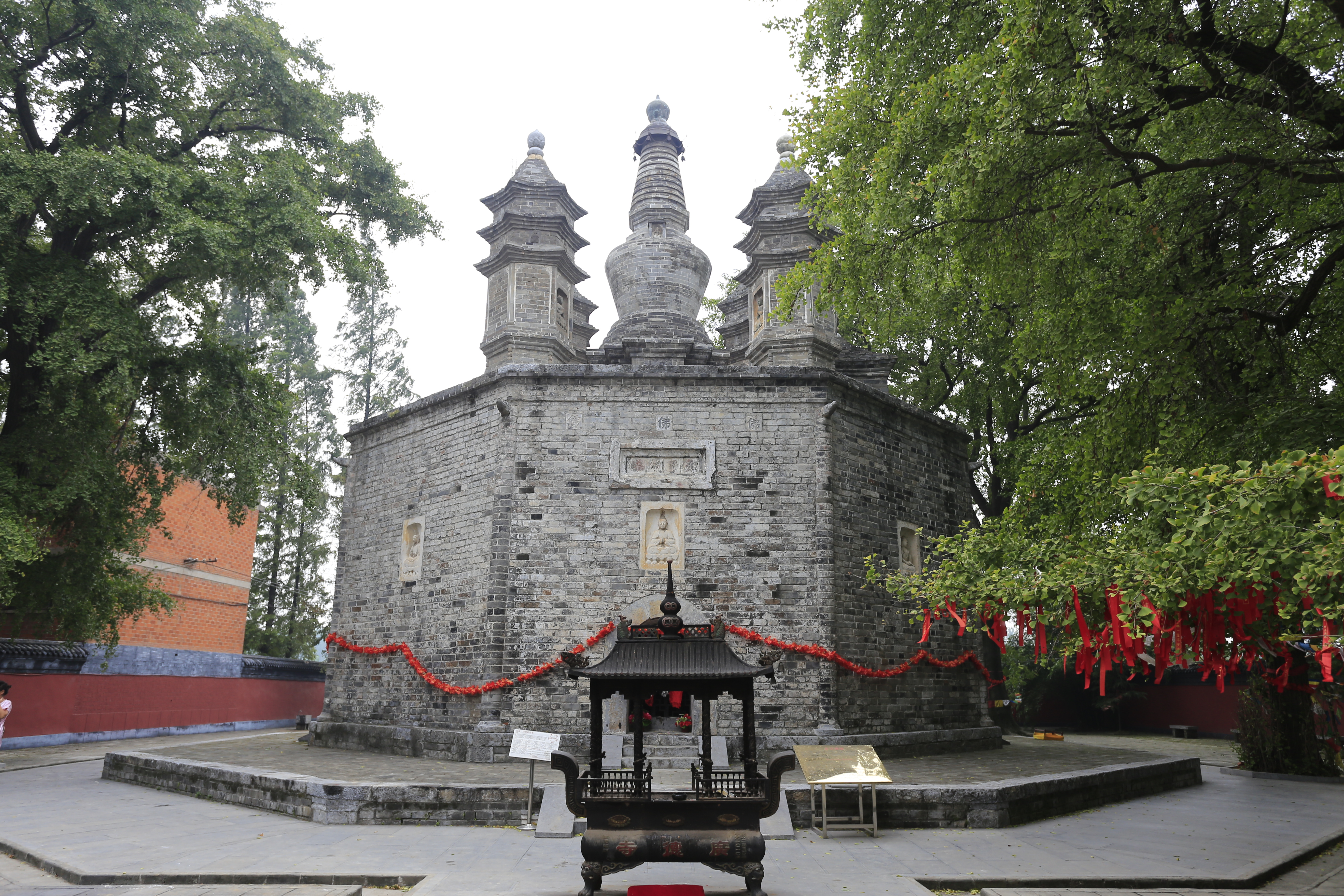
Duobao-Pagode des Guangde-Tempels

Die Duobao-Pagode des Guangde-Tempels (chinesisch 广德寺多宝塔, Pinyin Guǎngdé sì Duōbǎo tǎ, englisch Abundant Treasure Pagoda of the Guangde Temple) ist eine buddhistische Pagode des Diamantthron-Pagoden-Typs im Stadtbezirk Xiangzhou von Xiangyang in der chinesischen Provinz Hubei. Sie wurde in der Zeit der Ming-Dynastie errichtet.
Sie steht seit 1988 auf der Liste der Denkmäler der Volksrepublik China (3-156).